# 高良隆
高良 隆（たから たかし、1979年11月4日 - ）は、沖縄県の音楽家、作曲家、編曲家である。大阪府富田林市出身。沖縄県立森川特別支援学校音楽専攻科卒。
生まれつき、難病である筋ジストロフィーを抱えながらも精力的に音楽活動をしており、過去にはプロデュース・楽曲提供・サポートキーボード・ベースを行っていた。代表曲に「お日様」、「陽のあたる場所」（そらへ楽曲提供）がある。現在はYouTuberとして活動している。

## ディスコグラフィー

### ミニアルバム
1. いつか夢にたどり着くまでに…（1998年7月20日）